# Petr Totek
Petr Totek (* 14. listopadu 1975) je český spisovatel sci-fi a fantasy. Je především autorem povídek. První samostatná kniha mu vyšla roku 2013. Působí rovněž jako webový správce fanovských stránek literární série Agent John Francis Kovář a stránek příznivců díla Miroslava Žambocha.

## Dílo
- Odplata (2009), povídka obsažená v knize Josefa Pecinovského Budiž vám Měsíc lehký (21. svazek série Agent John Francis Kovář).
- Běh mezi stíny (2010), povídka obsažená v knize Jaroslav A. Poláka Apokalypsa (23. svazek série Agent John Francis Kovář).
- Zlaté město, Nakladatelství Triton, Praha 2013, sci-fi román, 32. svazek série Agent John Francis Kovář.
- Anděl EF (2014), povídka obsažená v antologii Soumrak světů (33. svazek série Agent John Francis Kovář).
- Konec projektu Gotteskämpfer (2019), sci-fi román, 40. svazek série Agent John Francis Kovář.